# Ларин избор
Ларин избор хрватска је теленовела, продуценткиње Јелене Вељаче, емитована од 2011. до 2013. године на телевизији Нова. Радња је била смештена у Сплиту и пратила је напету љубавну причу Ларе и Јакова, које су тумачили Дорис Пинчић и Иван Херцег.
Серија је постигла велику популарност и гледаност у Хрватској. Прву сезону је у просеку гледало милион људи. Продата је у око 50 држава и важила је за најпродаванију хрватску серију. Поред земаља бивше СФРЈ, серија је емитована и у Бугарској, Словачкој, Чешкој, Грчкој, Румунији, Украјини, Ирану, Мароку, Египту, Вијетнаму, Пакистану итд. Након прве сезоне, снимљен је дугометражни филм Ларин избор: Изгубљени принц, који је држао рекорд за најбоље викенд отварање домаћег филма у биоскопима у Хрватској. Снимљена је и спиноф веб-серија Никол, повјерљиво.
У Србији, серију је првобитно најављивала РТВ Пинк крајем 2011. године, али ју је потом препустила телевизији Прва, због фокусирања на производњу сопственог играног програма. Прва ТВ је 15. фебруара 2012. емитовала прву епизоду серије у склопу избора за нову серију на свом програму, а гласовима гледалаца победио је Сулејман Величанствени. Прва сезона Лариног избора емитована је током 2013. на телевизији Б92, где је због слабе гледаности приказивање прекинуто након 117 епизода. Друга сезона приказана је 2015. на ТВ Прва под називом Лара. Од априла 2023. године, серија се емитује на каналу Nova Series.

## Радња
Ларин избор је напета љубавна прича која мора да преброди бројне препреке. Ово је прича о избору једне жене између два мушкарца, избору између каријере и породице, као и оданости и бици за преживљавањем.
Главне ликове Лару и Јакова раздвојиће море, када Јаков буде морао да оде на далеки пут остављајући Лару на милост и немилост своје зле мајке. Лара је заробљена у, за њу, страном елитном свету далматинске аристократије.
Лара је једноставна, природно лепа, дугачке косе и насмејана девојка. Завршава студије клавира у Сплиту, где сама живи и повремено ради у једној кетеринг служби. На једном слављу, на ком је служила, упознаће Јакова, младог момка из угледне сплитске породице. Он је добро одгојен, спортски тип, али врло емотиван, помало заморен родитељским очекивањима и несигуран у то шта жели да ради у животу. Јаша, како га још зову, се управо вратио са школовања у иностранству и забава у породици Златар приређена је у његову част. Отац проглашава његово преузимање посла, али Јашу више занима млада девојка коју среће у кухињи, правећи се да он није део слављеничке породице. Јаша и Лара ће се заљубити једно у друго и провести заједно цео бал под маскама. Након страствене ноћи у врту, његова мајка Нела ће их ухватити и отераће Лару из куће. Јаков се неће супротстављати мајки, али ипак ће отићи за посрамљеном Ларом молећи за опроштај. Лари је непријатно због проведене ноћи, јер се иначе тако не понаша. Истовремено, Јашина мајка ствара притисак на свог мужа да се сину пронађе права девојка. Опседнута је имиџом породице и наставком лозе, јер у Сплиту ипак сви све знају. Уверена да Јаков још увек виђа Лару, настоји да јој уништи будућу каријеру. У породици Златар крећу бурни сукоби због Ларе. Јаша схвата да његова породица није оно што је мислио о њима када је као момчић одлазио у Америку. Као побуну због притиска који врше на њега, Јаша одлучује да оде из породичне фирме и сам започне свој живот. Његов отац Тончи, иначе успешни трговац који је изградио богатство, ту његову одлуку тешко ће поднети и доживеће срчани удар. Отац је требало да исплови са робом коју превози, па Јаша са осећајем кривице жели да се искупи и учини то уместо њега. У дирљивом опроштају пре испловљавања, тражи од Ларе да га чека и тада је проси. Након тајног венчања, одводи је у породичну кућу, тражећи од својих родитеља да је прихвате, сада када је званично његова жена. Лара ће остати у непознатој средини, искривљеног света који ће почети да личи на пакао, гледајући према хоризонту и чекајући да се Јаков врати.

## Ликови
- Лара Божић (Дорис Пинчић) - Нежна, привлачна, природно лепа и природно симпатична, талентована, блага и искрена. Пожртвована је, великодушна и врло стрпљива. Већином делује као да је из неког другог времена, због своје једноставности и мудрости. Није жена од великих речи, али када говори, њени ставови дубоко утичу на околину. Због изузетног талента стриц ју је наговорио да упише Музичку академију. Студирала је клавир, а радо и често певуши. У серији Лара је управо завршила факултет у Сплиту и налази се у одлучујућем тренутку у свом животу: мора пронаћи посао или се вратити у мало место из којег је дошла. Лара је скромна, јер је скромног порекла и није претерано амбициозна. Не живи као већина младих данас, али сања о великој, правој, јединој љубави. Склона идеализацији, верна је жена која је у стању дуго чекати свог мушкарца и одолевати многим изазовима савременог доба. Религиозна је и искрено верује да су нам неки људи одређени за живот.
- Јаков „Јаша” Златар (Иван Херцег) - Харизматичан и младолик, снажан је, али тих и често неодлучан. Растрган је између лојалности и дужности према породици и сопствених емоција. Мушкарац је који не користи много речи, зна бити темпераментан када му дојади, али је ипак позитивац који делује старије него што јесте. Држи до породичног имена и биће растрган између две оданости. Мораће да се промени да би добио љубав свог живота. У средњу школу отишао је у Америку, па је тамо завршио и факултет и постдипломске студије. Кроз све те године, враћао се кући само на летовање и дивио се свом оцу који је градио бродарску компанију. Јашин отац има импресивну флоту и очекује да Јаша буде његов наследник. Године младости које је провео изван куће Јашу су ојачале, али учиниле и помало затвореним. Вратио се тих и чудљив и чини се да све своје проблеме решава дуго и у себи, а све своје одлуке доноси без уплитања других људи укратко.
- Лејла Видић (Јана Милић) - Јеменка Лејла је лепа, страствена и интелигентна млада жена која се фатално заљубила у капетана Јашу. Лејла је из јеменског села, а већ са шеснаест година натерана је у брак са локалним сеоским мафијашем па је трпела непрестано злостављање. Побегла је од свог мужа када се укрцала на Јашин брод који је пристао у близини њеног села. Лејла је жена због које је Јаша, барем накратко, заборавио своју Лару.
- Никола „Никша” Иванов (Стефан Капичић) - Никша је згодан и углађен човек. Након разних уплитања у противзаконите радње, придружио се Легији странаца. С обзиром да због своје прошлости није могао да се врати кући, Никша је одлучио да дође у Сплит и јави се старом пријатељу Алену. У крчми упознаје Лару која је освојила његово срце за сва времена.
- Нела Златар (Еција Ојданић) - Мајка. Врло ауторитативна, снажна, негована и тврдоглава далматинска жена која води породицу док је супруг преоптерећен послом. Некад је била права лепотица, развела је садашњег мужа од бивше жене и удала се млада. Одмах потом родила је сина и неколико година после кћерку. Иако се посветила породици, односно никад није радила, заправо је увек имала послугу око себе, па је имала довољно времена да се бави трачевима. Ужива у статусу који јој је супруг пружио својим радом и учиниће све да Златарови задрже углед савршене „златне” породице. Не верује превише у љубав, изузетно је рационална, тако да је искрено шокира то што се њен син води срцем, а не само разумом. Пустила га је у нежном и раном тинејџерском добу да оде од куће, без имало гриже савести мислећи искрено да ће то од њега направити „правог човека” и да ће га удаљеност од породице и баке за коју је по њеном мишљењу и превише везан очврснути.
- Тончи Златар (Фране Перишин) - Старији мушкарац, али добродржећи, миран и тих. Бриљантан је бизнисмен, нежан, али често одсутан отац преоптерећен послом. Лудо је заљубљен у своју жену и превише јој попушта. Осећа грижу савести због тога што је оставио прву жену због Неле, заједно са првим сином Динком. Кад га улове мрачне мисли, баца се у посао. Размазио је своју децу, нарочито кћерку Никол, јер је Јаков давно отишао из Хрватске на школовање. Од сина очекује да ће га аутоматски наследити у послу. За разлику од Неле, Тончи није сноб. Он је искрен човек који цени и воли живот и који се, за разлику од ње, сећа времена кад није имао огромну кућу.
- Николина „Никол” Златар (Јагода Кумрић) - Врцкава, млада, наивна и самоуверена. Заправо још је девојчица, иако силом жели да буде одрасла жена. Никол је духовита, али прилично бахата зато што је навикла да је све по њеном. Брата обожава, јер јој је био најбољи пријатељ и узор у детињству и једва је дочекала његов долазак. Зато је не весели што одмах по повратку у његов живот уђе жена која би требало да заузме кључно место у Јашином животу. На Никол данас највише утиче мајка коју идеализује и која ју је размазила. Одрасла у изобиљу, Никол је најпопуларнија девојка у Сплиту. На љубав и мушкарце, баш попут своје мајке, гледа као на мердевине по којима се жена може попети до неког друштвеног статуса.
- Анђела Златар (Марија Кон) - Типична добра далматинска бака на којој се види да је госпођа из добростојеће породице. Изгубила је мужа рано и син јединац Тончи јој је све. Снају поштује, али не цени превише. Још је понекад у контакту са првом снајом Бланком, професорком у музичкој школи и унуком Динком. Обожава сва своја три унука. Врло је правична и није импресионирана богатством у којем се нашла. Замера Нели начин васпитања Никол и чињеницу да је Јакова пустила тако далеко од куће.
- Кармен (Орнела Виштица) - Врцкава, духовита, забавна, права душа сваке забаве. Расна црнка из радничког насеља у којем повремено конобари. Љубавница је власника рибарнице у коју ће сместити Лару, што ће изазвати праву буру. Кармен је простодушна, добра као хлеб, али дете цесте, воли да попије, пева и забавља се. Најбоља је Ларина пријатељица, која ће бити уз њу у најтежим данима.
- Бланка Билић (Бруна Бебић Тудор) - Бивша жена Тончија Златара. Бескрајно поштена особа која се није снашла у богатству и успеху који је доживео Тончи. Одрекла се свега што јој је он нудио у замену за развод, а то није добро пало њеном сину који оцу замера што га је запоставио. Живи за своје унуке, али виђа их јако ретко. Прилично је усамљена, а од развода се никад није потпуно опоравила.
- Динко Билић (Филип Јуричић) - Тончијев син из првог брака. Бахат, проблематичан и гоњен жељом за осветом и бесом. Несрећан је и вечно љубоморан на Златаре. Истовремено жели све што они имају, али не жели да буде у контакту са оцем. Надао се да се Јаков никада неће вратити, он му је жива рана, блистави лепи успешан син који га је тако лако заменио. Отац је двоје деце и понавља исте грешке које је радио његов отац, али тога није свестан.
- Мија Божић (Сања Вејновић) - Ларина мајка. Одрасла на острву Корчули, пажена од стране својих традиционалних и понекад превише конзервативних родитеља. Као двадесетогодишњакиња затруднела је са морнаром који је убрзо нестао на мору. Самохрана мајка, бдела је над Ларом и пажљиво радила на великом музичком таленту који је кћерка показивала. Остала је да ради на острву као главна куварица у рибарници, штедела је како би јој омогућила школовање.
- Ален Дијак (Младен Вулић) - Карменин љубавник и власник рибарнице. Ален је типични Далматинац који највише воли фјаку, пиће и што мање напора и обавеза у животу. Шармантан кад је трезан, привлачи жене ставом алфа мужјака, конзервативан и народског смисла за хумор. Сукобе често решава шакама и грубим речима. Потиче из сиромашније породице па је у младости био склон делинквентном понашању. Након пар сукоба са законом, одлучио је да се скраси са лепом и богатом власницом крчме, Вјером.

## Сезоне
| Сезона | Сезона | Број епизода    | Приказивање у Хрватској                     | Приказивање у Србији                                          |
| ------ | ------ | --------------- | ------------------------------------------- | ------------------------------------------------------------- |
|        | 1      | 182 (1 – 182)   | 4. септембар 2011 — 20. јун 2012. (Нова ТВ) | 18. март 2013 — 13. септембар 2013. (ТВ Б92) април 2023. — () |
|        | 2      | 165 (183 – 347) | 23. септембар 2012 — 3. јул 2013. (Нова ТВ) | 24. април 2015 — 2. децембар 2015. (Прва)                     |

## Улоге
| Глумац:               | Улога:                |
| --------------------- | --------------------- |
| Дорис Пинчић          | Лара Божић            |
| Иван Херцег           | Јаков Златар          |
| Еција Ојданић         | Антонела Нела Златар  |
| Фране Перишин         | Тончи Златар          |
| Јагода Кумрић         | Николина Никол Златар |
| Марија Кон            | Анђела Златар         |
| Филип Јуричић         | Динко Билић           |
| Јана Милић Илић       | Лејла Видић           |
| Стефан Капичић        | Никола Никша Иванов   |
| Сања Вејновић         | Мија Божић            |
| Младен Вулић          | Ален Дијак            |
| Тамара Гарбајс        | Вјера Дијак           |
| Орнела Виштица        | Кармен Сита           |
| Дино Рогић            | Мате Шкопљанац        |
| Бранимир Поповић      | Шимун Сантини         |
| Сања Поповић          | Далија                |
| Марк Урем Давид Шикић | Јаков Златар Злаја    |
| Бруна Бебић           | Бланка Билић          |
| Хелена Буљан          | Кике                  |
| Едита Карађоле        | Цвитка Радошић        |
| Петра Дуганџић        | Лола                  |
| Барбара Нола          | Нена                  |
| Ана Марас             | Анита                 |
| Андреј Дојкић         | Маро                  |
| Ален Ливерић          | Зоран Арманини        |
| Милан Штрљић          | Вуксан Петровић       |
| Славко Јурага         | Иво Ледић             |
| Дује Грубишић         | Данијел Маркони       |
| Марија Тадић          | Лидија Билић          |
| Ива Штрљић            | Ирис Рончевић         |
| Јанко Поповић Воларић | Луцијан Крстуловић    |
| Марија Каран          | Анастазија Поповић    |
| Зоран Прибичевић      | Дориан Дамјановић     |
| Марко Циндрић         | Леон                  |